# 李学庆
李学庆（1981年10月1日—），汉族，中国首席男模，中华人民共和国建国以来最具影响力和代表性的男模，曾是中国健将级运动员。2000年加入模特界的他，凭着优异的外型及对时尚的独特理解和诠释能力，代表中国征战过多次世界大赛均获得大奖，实现了中国男模在国际获奖零的突破，是公认的中国“首席男模”。
2002年，李学庆开启了中国的男色经济时代，成为中国社会转型时期最重要的标志之一，作为中国身价最高的男模，他迄今保持着时装秀压轴最多、获奖最多的记录，也是唯一两度上榜福布斯名人榜的男模。在中国100万的男模大军中，只有他将模特变成了一种事业，且创造出可持续发展的男模经济。
他用十年之力专注于推广和拓展男模的发展空间和社会地位，2013年他主演的中国首播模特剧《华丽一族》在湖南卫视和TVB8播出，共有超过3亿观众收看，为中国模特业做了一次最大规模的正面普及。

## 主要经历
- 1981年 出生于北京市东城区一个知识分子家庭，小学开始主攻田径、撑杆跳；
- 初一被选入北京200中练中长跑（2年）（二级体校）初三转练撑杆跳，随后转到首都体育学院专攻撑杆跳
- 1995年进入北京田径队
- 1996年第五届全国大学生运动会铜牌（撑杆跳项目）
- 1997年全国体育运动学校田径比赛金牌（撑杆跳项目）
- 1997年全国青年田径锦标赛铜牌（撑杆跳项目）
- 1997年代表北京参加第八届全运会
- 1999年退役
- 2000年 参加中国精英男模大赛获得10佳男模、新闻印象奖，从此开始进入模特圈；
- 2001年 代表中国参加新加坡“亚洲面孔”模特大赛获得最终总决赛男子组冠军；
- 2002年 获得日本媒体评选的“亚洲十大人气帅哥”第三名[1][2]，同年获得MTV莱卡年度风尚男模特；
- 2003年 获得英国媒体评选的“全球十大男模”公信榜第9名[3]
- 2004年 美国《福布斯》评选“中国名人榜”第82位，2004 美国“全球十大性感男明星”第10位，2004 《时尚健康Men’s Health》身体本钱奖，2004 南方年度风尚都市魅力男士奖
- 2005年 发行单曲《唯一主角》，并获得东南劲爆音乐颁奖典礼“内地最有前途新人奖”
- 2006年 美国《福布斯》“中国名人榜”第97位[4][5]
- 2007年 获得第一届中国模特大典年度男模特
- 2008年 获得改革开放30周年10大时尚人物
- 2009年 获得建国60周年10大风尚人物
- 2010年 获得海西国际时装周最具风尚男艺人
- 2011年 第三届澳门国际电影节组委会特别大奖（电影《摆手舞之恋》）
- 2012年 获得《GQ》全球7大最贵男模特[6]
- 2013年 担任北京卫视模特选拔活动《中国魅力》长期评委[7]；
- 2014年 担任CCTV-2婚恋真人秀栏目《真爱我做主》长期导师[8]。

## 個人生活
2014年1月9日，李學慶公開與22歲的空中小姐，Elora Onn（安嘉霓）的戀情。Elora是名港籍空中服務員，兩歲時與家人移民英國並在19歲時獨自返港工作。2015年2月14日，李學慶在情人節當天向Elora求婚成功。同年6月3日，李學慶與Elora在夏威夷舉行訂婚儀式。2016年2月16日，李學慶與Elora在北京領證結婚。2016年2月20日在香港半島酒店舉辦婚禮，並在2月28日在英國倫敦華爾道夫希爾頓酒店舉辦第二場婚禮。同年6月6日，兩人一同宣布懷孕的喜訊，並在同年11月1日迎來一女，李玥寧（Anah London）。2019年4月15日，李學慶宣布再度當父親，Elora生下兒子，李為寧（Archie Jordan）。

## 音乐作品

### 单曲
未收录在其专辑里的单曲
| 发行日期 | 歌曲名稱     | 所屬專輯、备注 |
| -------- | ------------ | -------------- |
| 2006年   | 《唯一主角》 |                |
| 2007年   | 《朋友说》   |                |

## 影视作品

### 电视剧
| 上映时间 | 电视剧             | 扮演角色 | 导演   | 合作艺人               |
| -------- | ------------------ | -------- | ------ | ---------------------- |
| 2003年   | 《飞刀又见飞刀》   | 皇帝     | 申学兵 | 董洁、林心如、张智霖   |
| 2006年   | 《老鼠爱大米》     | 刘文沛   | 庄训鑫 | 秦岚、陈怡蓉、许绍洋   |
| 2008年   | 《男人的承诺》     | 司卫强   | 袁英明 | 贾一平、刘立琪、杜晓婷 |
| 2011年   | 《重案六组4》      | 李伟     | 徐庆东 | 王茜、郭昊伦、邢岷山   |
| 2012年   | 《姐姐立正向前走》 | 周宝康   | 邓安宁 | 汪东城、林心如、胡兵   |
| 2013年   | 《华丽一族》       | 赵宇天   | 王丽文 | 李欣汝、高以翔、常索妮 |
| 2014年   | 《格子间女人》     | 蒋舟     | 蒋家骏 | 唐嫣、吴卓羲、李承铉   |

### 电影
| 上映时间 | 电影           | 扮演角色 | 导演   | 合作艺人               |
| -------- | -------------- | -------- | ------ | ---------------------- |
| 2006年   | 《俏黄蓉2006》 | 郭靖     | 钱胜伟 | 钟丽缇、黄家诺、梁莹莹 |
| 2008年   | 《野蛮的温柔》 | 琅琅     | 侯献岳 | 叶童、吕良伟           |
| 2010年   | 《摆手舞之恋》 | 覃秉坚   | 郑正   | 尚华                   |

### 综艺节目
- 2007年《舞动奇迹》第一季

## 书籍/写真集
- 2002年 写真集《庆国庆城》[10]
- 2006年 写真集《庆城之恋》[11]

## 争议
李学庆博客加盟同性恋网站，许多粉丝很感诧异，他们纷纷在李学庆博客上表示怀疑：“是学庆吗？意外的遇见，真的是你吗？”。